# Нестіари
Нестіари (рос. Нестиары) — село в Воскресенському районі Нижньогородської області Російської Федерації.
Населення становить 294 особи. Входить до складу муніципального утворення Нестіарська сільрада.

## Історія
Від 2009 року входить до складу муніципального утворення Нестіарська сільрада.

## Населення
| 1999 | 2002 | 2010 |
| ---- | ---- | ---- |
| 371  | ↗396 | ↘294 |